# マンフレード1世 (サルッツォ侯)

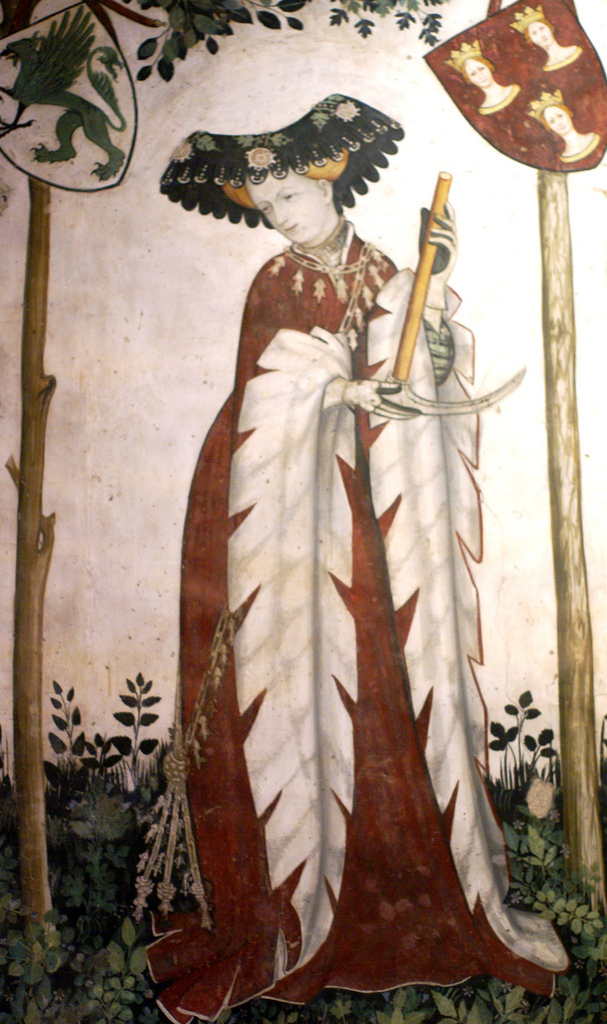
妃エレオノーラ・ダルボレーア

マンフレード1世（イタリア語：Manfredo I, 1123年以前 - 1175年）は、初代サルッツォ侯（在位：1142年 - 1175年）。

## 生涯
マンフレードは、サヴォーナとタナロの間に点在する領地の支配者であったボニファーチョ・デル・ヴァストの7人の息子のうちの長男として生まれた。マンフレードは1123年の記録に初めてその名が見られる。父ボニファーチョが1125年に死去した後、領地は兄弟たちで共同統治をしたが、1142年に分割した。マンフレードはアルプス山脈、ポー川およびストゥーラの間の領地を得た。マンフレードの領地は弟たちの領地よりも広く、新たに侯領となるのにふさわしい地であった。マンフレードは死去の後に「サルッツォ侯」と呼ばれるようになった。マンフレードは生前には、領地の名を加えない「侯爵」、あるいは「デル・ヴァスト侯（marchio de Vasto）」の称号を用いた。また、自領の中心にあり戦略的に重要なサルッツォ城を居城とした。
1127年、マンフレードはスタッファルダ修道院を創建した。神聖ローマ皇帝フリードリヒ1世と同盟を結び、フリードリヒ1世を封主と認め、フリードリヒ1世とロンバルディアの都市との間の和平を維持しようと努めた。4枚の特許状により、マンフレードがミラノ（1161年）、トリノ（1162年）およびリミニ（1167年）のフリードリヒ1世の宮廷に定期的に出席していたことがわかる。
マンフレードはゴナリオ2世・ダルボレーアの娘エレオノーラと結婚した。1175年にマンフレードは死去し、息子マンフレード2世が侯位を継承した。